# Papiermühle Homburg
Die 1807 erbaute Papiermühle Homburg, Frankens einzige erhaltene historische Papiermühle, befindet sich im Ortsteil Homburg am Main der Marktgemeinde Triefenstein. Sie war bis 1975 zur Herstellung von Papier und Pappe in Betrieb und wurde 1994 bis 1997 als Papiermühlenmuseum saniert. Die Produktionsstätten mit Originalmaschinen und Einrichtungen sind erhalten.

## Geschichte

### Die Anfänge (Handpapierproduktion)
Im Jahr 1806 entschied der Papiermüller Leonhard Leinziger, seinen Betrieb im nahegelegenen Windheim aufgrund des dort zeitweiligen Wassermangels der Hafenlohr aufzugeben, die dortige Mühle abzubauen und nach Homburg zu verlegen. Im November 1806 erhielt er vom Landgericht Homburg die Genehmigung, die Papiermühle in Homburg zu gründen. Der nicht weit vom Mühlengebäude entspringende Bischbach war optimal für den Mühlbetrieb geeignet, lieferte er doch ganzjährig ausreichende Mengen sauberes Quellwasser, das selbst im Winter nicht gefror. Das Wasser diente sowohl als Betriebswasser als auch zum Antrieb der Wasserradanlage. Gleichzeitig bot das Großherzogtum Würzburg einen genügend großen Absatzmarkt.
„Der Verbrauch des Papiers ist bei den Vielschreibereien jeder Art auch in der Provinz hoch gestiegen und an gemeinem Materiale von Hadern fehlt es auch nicht. Daher bestehen 10 Papiermühlen mit 50 Arbeitern und einem Product von 22377fl.; wovon für 2463fl. wieder in das Ausland gehen.“
Als Faserrohstoff für das Papier wurden bis Mitte des 19. Jahrhunderts hauptsächlich Stoffreste (Hader) aus Leinen, Hanf oder Baumwolle verwendet, die von Lumpensammlern gesammelt und in der Papiermühle sortiert, gewaschen und zerkleinert wurden. Um die Versorgung mit dem begehrten Rohstoff sicherzustellen, wurden sogar Lumpenexportverbote erlassen. Andererseits barg die Verarbeitung unhygienischer Textilabfälle eine Gefahr für Erkrankungen der Papiermühlenarbeiter an Infektionskrankheiten wie Milzbrand, Typhus oder Cholera. Insbesondere war die Gesundheit der mit dem Lumpensortieren beschäftigten Frauen gefährdet. Deshalb sollten infizierte Textilien entsprechend einer gesundheitspolizeilichen Verordnung verbrannt werden, obwohl damit eine Reduzierung des Rohstoffaufkommens verbunden war.
„Die Ausfuhr der Hadern ist gesetzlich untersagt. Man sollte daher denken, daß Materiale genug im Inland vorhanden sei, ohne daß von dem Ausland noch hereinzubringen nothwendig sei. Es werden aber gar viele Lumpen als Dungmittel gebraucht und daher den Papiermühlen entzogen; auch werden bei einer strengeren Aufsicht der Gesundheits-Polizei viele alte Leinwande und Kleider zur Verminderung einer Ansteckung verbrannt, die ehehin in die Papierfabriken gebracht wurden. Aus dem nemlichen Grunde sollte aber auch auf das Einbringen der Lumpen vom Auslande die strengste Aufsicht gehalten werden“
Die produzierten Papiere wurden zur damaligen Zeit noch handgeschöpft. 1823 richtete Leinzigers Sohn Conrad eine Verkaufsstelle in Würzburg ein und bot „alle Sorten“ der Homburger „Papierfabrikate um äußerst billige Preise in bester Qualität Ballen-, Riß- und Buchweise zum Verkaufe“ an. Vom nachfolgenden Besitzer der Papiermühle Johann Follmer existiert ab 1853 ein „Calculationsbuch“, das Auskunft über die hergestellten Papierqualitäten gibt. Es führt Schreib- und Druckpapiere unterschiedlicher Qualitäten, Packpapiere, aber auch Tabakpapier auf.

### Gebäude, Mühlgraben und Mühlrad
Das aus dem Jahr 1807 stammende Gebäude der Papiermühle ist als zweigeschossiger Zweiflügelbau in Fachwerkbauweise über hohem Kellergeschoss erbaut. Hier befindet sich auch der Eingang zum Museum. Der Hauptbau ist mit einem dreistufigen Walmdach ausgestattet, wobei sich zwischen den einzelnen Dachstufen die Fenster zu den beiden Trockenböden befinden. Der Seitenflügel ist mit Mansard-Halbwalmdach ausgestattet. Messungen des Alters des für das Fachwerk verwendeten Holzwerks mit Hilfe der Radiokarbonmethode belegen, dass dieses von einer älteren Mühle stammt.
Das Nebengebäude aus dem 19. Jahrhundert, ein zweigeschossiger Bruchsteinbau mit Sandsteinrahmungen und Satteldach dient heute als Austragungsort für Feiern. Außerdem finden hier wechselnde Ausstellungen statt. Im Obergeschoss führt ein überdachter Verbindungsgang zum Hauptgebäude.
Der von der Quelle gespeiste obere Mühlgraben stammt aus dem Anfang des 19. Jahrhunderts und verläuft meist in einem Kanal. Teilweise ist dieser über eine Brückenkonstruktion geführt. Er endet direkt oberhalb des Mühlrads in einer Rinne in der die Fließrichtung des Wassers umgelenkt wird. Das an der Unterseite ausströmende Wasser treibt somit das eiserne Mühlrad in rücklaufender Richtung an. Dieses hat den Vorteil, dass sich auf dem vor dem Wasserrad befindlichen Weg weniger Spritzwasser bildet.
Das Wasserrad diente ursprünglich dem Antrieb der Kollergang-Mühlsteine zum Zerkleinern der Fasern. Der Mühlgraben versorgte die Papiermühle aber auch mit sauberem Prozesswasser zum Waschen der Lumpen und zum Dispergieren des Faserbreis. Später wurden über die Wasserkraft auch die Maschinen zur Pappenherstellung angetrieben. Heute dient das Wasserrad hauptsächlich der regenerativen Energiegewinnung, wobei über einen elektrischen Generator 4,5 Kilowatt Strom erzeugt und ins öffentliche Stromnetz eingespeist werden. Bei Museumsvorführungen treibt es aber weiterhin auch die Anlage an.

### Maschinelle Pappenproduktion

Annonce C. Joachim & Sohn, Maschinenfabrik, Schweinfurt 1888

Mit dem zunehmenden Verbrauch von Papier erweiterte sich mit Holzschliff und Zellulose die Rohstoffbasis. Außerdem begann mit der Erfindung der Papiermaschine und den damit verbundenen, großen Papierfabriken eine deutliche Konkurrenz für die kleinen Papiermühlen. Die Follmersche Mühle hatte durch den zugehörigen, ansehnlichen Landwirtschaftsbetrieb ausreichend Kapital um die Existenz der Mühle durch Investition einer einfachen Rundsiebmaschine zu sichern und sich auf die Pappenproduktion zu spezialisieren. Durch ihre kompakte Bauweise konnte die Aufstellung der Maschine ohne bauliche Erweiterung der Produktionsstätte erfolgen. Gebaut wurde die Maschine 1883 von der Maschinenfabrik Joachim & Sohn in Schweinfurt. Je nach Maschinentyp schwanken im Schweinfurter Preisverzeichnis aus dem Jahr 1900 die Rundsiebmaschinenpreise zwischen 1875 und 2600 Mark. Es handelte sich also, im Vergleich zum bisherigen Wert der Follmerschen Besitzungen die 1887 mit 30.000 Mark angegeben wurden, um eine substantielle Investition.
Die fertig geschöpften Papierbögen wurden im Dachgeschoss zum Trocknen über Leinen gelegt oder mit speziellen Klammern aufgehängt. Diese Arbeit erfolgte meist durch Kinder. Spezielle Lüftungsklappen sorgten für ausreichend Luftaustausch.
Vor dem Zweiten Weltkrieg spezialisierte sich die Mühle auf die Aktendeckel- und Packpapierproduktion. Das Homburger Sortiment bestand 1955 aus farbigem, geprägtem Karton, farbigen Aktendeckeln und gerippten Büttenaktendeckeln.
Bei letzteren imitierte ein spezieller Rundsiebzylinder die beim handgeschöpften Bögen durch die Schöpfform verursachte Rippung in der Pappe. Während die maschinelle Aktendeckelproduktion bis zur Betriebsstilllegung im Jahr 1975 lief, wurde die Packpapierherstellung bald nach 1955 eingestellt.
Die Papiertrocknung geschah seit Gründung der Papiermühle bis 1975 in den Dachböden. Dort ist die gesamte Trockenbodeneinrichtung mit Papierklammern, Trockenstangen und Hanfseilbespannung erhalten. Um unabhängig von der Kapazität der Trockenböden und der Witterung arbeiten zu können, ließ Johann Hermann, der Sohn des Johann Follmer, im Jahre 1913 eine beheizbare, separate Trockenhalle errichten. Heute überliefern nur noch Pläne die bauliche Gestalt des Gebäudes, da die Halle nach Einstellung der Produktion abgerissen wurde.

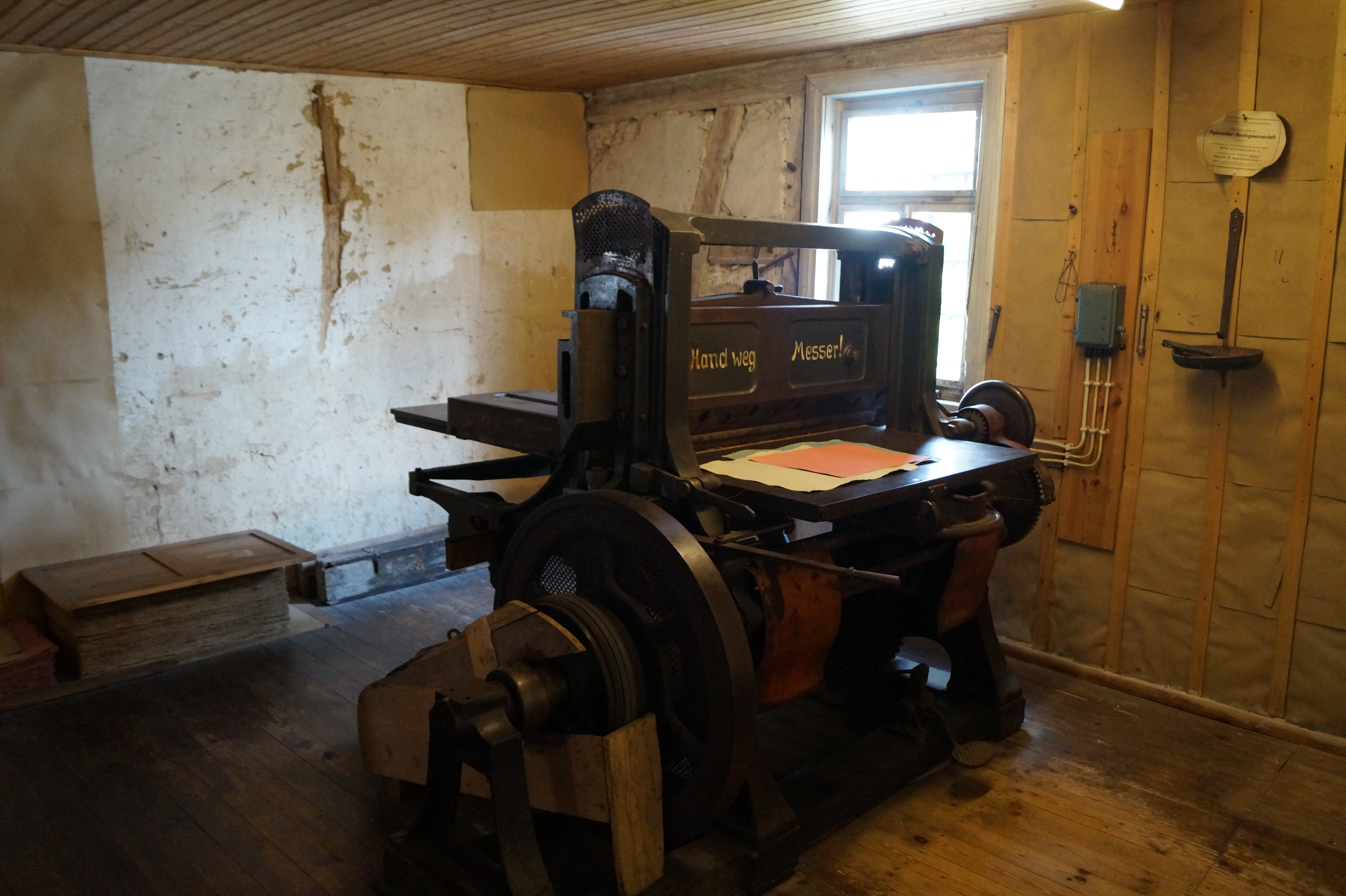
Formatschneidemaschine

Geglättet wurden die Aktendeckel in einer mit zwei Zylinderwalzen ausgestatteten Satiniermaschine. In einer hölzernen, mit zwei Pressvorrichtungen versehenen Spindelpresse, die bereits zur vorindustriellen Werkstatteinrichtung gehört hatte, wurden bis 1975 die satinierten Aktendeckel gepresst. Für das Beschneiden der Aktendeckel wurde eine Formatschneidemaschine aus den 1930er Jahren eingesetzt, die in den 1950er Jahren erworben wurde.
Homburger Aktendeckel und Umschlagkarton wurde sowohl in ganz Deutschland, als auch im Ausland verkauft. Inländische Kunden der Papiermühle waren neben Papiergroßhandlungen beispielsweise das Staatsarchiv Würzburg, Schnellhefterfabriken oder die Druckerei der Strafvollzugsanstalt in Straubing. Ein Hamburger Papierexporteur wünschte 1956 die Lieferung der „Extrazäh farbig luftgetrockneten Büttenaktendeckel“ ausdrücklich in „seemäßiger Vollbretterverpackung“. Diese wurden in einer kleinen Werkstatt im Mühlengebäude angefertigt und als Homburger Umschlagkarton 1956 nach Venezuela exportiert. Die „Skandinaviska Etuifarbiken“ in Malmö forderte 1960 ein Angebot über zehn Tonnen Umschlag- und Aktendeckelkarton an. Geschätzt wurde die Qualität der auf der Rundsiebmaschine gefertigten Wickelpappe, da sie nicht geklebt, „sondern besonders zäh und gut geleimt“ war.
Wenngleich die Handpapierproduktion nie vollständig eingestellt wurde, spezialisierte sich die Mühle immer mehr auf die Aktendeckel- und Packpapierproduktion. Die Packpapierherstellung wurde 1955 eingestellt, während die maschinelle Aktendeckelproduktion bis zur Betriebsstilllegung lief. Nach 186 Jahren stellte die Homburger Papiermühle 1975 ihren Betrieb ein. Die beiden wichtigsten Gründe für die Betriebsstilllegung waren die vergleichsweise arbeitsintensive Produktionsweise und höhere Auflagen zur Abwasserentsorgung, so dass eine neue Kläranlage erforderlich gewesen wäre, wofür kein Platz und keine Mittel zur Verfügung standen.

### Museum Papiermühle Homburg

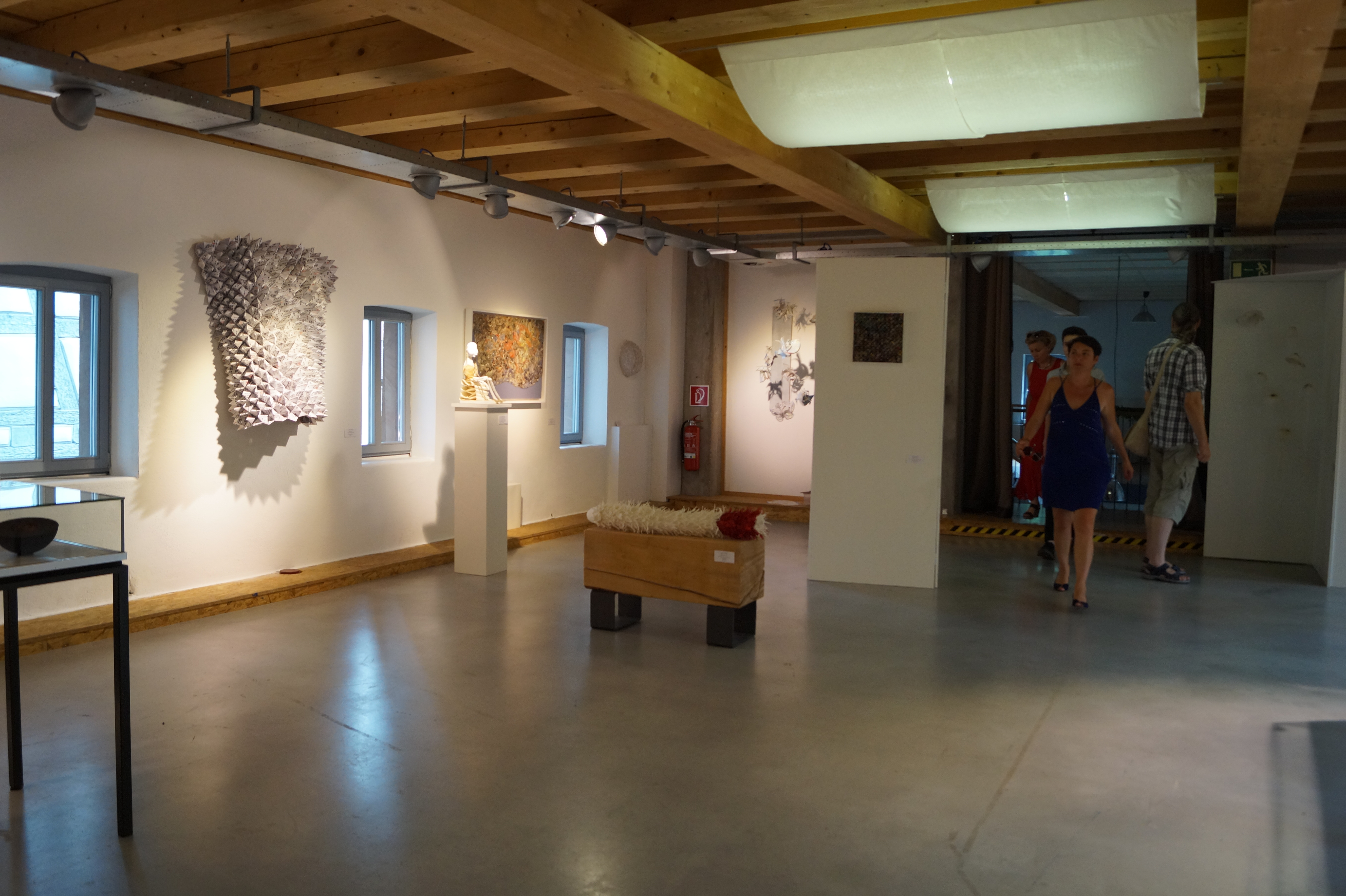
Papiermuseum, 2018

Nach der Stilllegung 1975 wurde das Gebäude unter Denkmalschutz gestellt (Akten-Nr. D-6-77-154-6), allerdings begann dessen Sanierung erst knapp 20 Jahre später. In der Zwischenzeit kümmerte sich die Familie Follmer weiterhin um die Erhaltung des Gebäudes. Dabei wurde großer Wert auf Originaltreue gelegt. Die originale Ausstattung der vorindustriellen Produktion wie Wasserrad, Trockenboden und hölzerne Spindelpresse sind genauso erhalten, wie die funktionsfähigen Maschinen zur Pappenherstellung. Nach dreijähriger Renovierungsphase wurde die Papiermühle 1997 als ein Museum der Technikgeschichte eröffnet. Es zeigt neben den alten Produktionsstätten die Arbeits- und Wohnsituation zum Zeitpunkt der Betriebsstilllegung.
Anhand der historischen Maschinen und Ausrüstungsgegenstände kann heute (Stand 2018) noch der gesamte Fertigungsprozess zum Zeitpunkt der Betriebsstilllegung nachvollzogen werden. Museumsbesucher können in diesem in Franken als einzige historische Papiermühle erhaltenen Technikdenkmal, täglich außer Montag, auch selbst aus den zu Brei geschlagenen Lumpen Papierbögen schöpfen. Es gibt sowohl vorindustrielle Einrichtungen, wie den Wasserradantrieb, die Trockenböden und eine hölzerne Spindelpresse, sowie industrielle Maschinen. In den authentisch erhaltenen Produktionsräumen wird anschaulich über Herstellungsverfahren, Arbeitsleben und Arbeitsplatzsituation in der Papiermühle informiert. Weiterhin gehört zur musealen Präsentation das Umfeld der Menschen, die in der Mühle arbeiteten und wohnten. Ihre Wohnräume sind im Originalzustand bei der Betriebsstilllegung erhalten. Dokumentationsausstellungen über die verschiedenen Papierrohstoffe, Wasserzeichen und die vorindustrielle Handpapierherstellung runden die Ausstellung ab.

### Heutige Handpapierproduktion

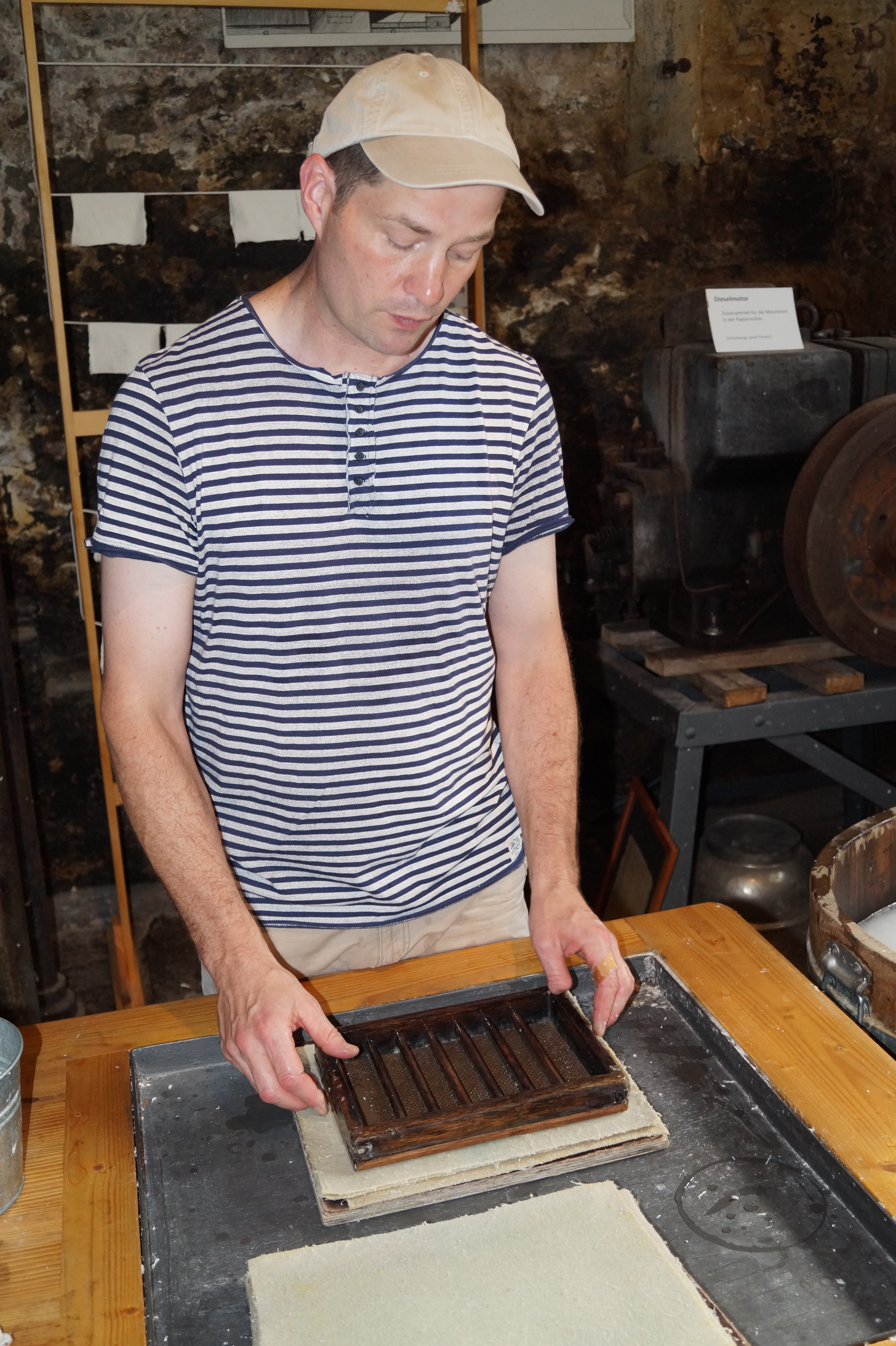
Johannes Follmer

Die seit fast zwei Jahrhunderten in Homburg bestehende Papiermachertradition führt der Papiermacher Johannes Follmer, der jüngste Spross der Papiermüllerfamilie, in der fünften Generation auch im 21. Jahrhundert fort. Die Entscheidung, mit Papier zu arbeiten, entwickelte sich aus der langjährigen Familientradition, die durch Weiterentwicklung der Produkte und Fertigungsmethoden neue Geltung verliehen bekommen soll. Das nötige Grundwissen hat sich der junge Papiermacher bei verschiedenen Lehrmeistern angeeignet. Dazu gehörte unter anderem der mehrwöchige Aufenthalt in der Büttenpapierfabrik Gmund und ein Grundstudium in der Papiermacherschule Gernsbach bei Baden-Baden.
Im Nebengebäude des Museums betreibt er eine moderne Papiermacherwerkstatt. Dort erlebt die klassische Papierherstellung eine Renaissance: Jeder Bogen Büttenpapier wird von Hand geschöpft und wie damals an der Luft getrocknet. Das Papier unterscheidet sich zu den maschinell gefertigten Papieren durch seine feinrauh gekörnte Oberfläche und vierseitigen Büttenrand. Die Grundlage für die Papierherstellung bieten in seiner Werkstatt historische und moderne Schöpfsiebe, verschiedene Pressen sowie einen Papierholländer zum Verarbeiten der Faserstoffe. Je nach der gewünschten Papierbeschaffenheit werden heute hochwertige Rohmaterialien eingesetzt. Neben textilen Stoffresten werden verschiedene Fasern verwendet: Baumwolle, Flachs, Hanf oder Abaca. Farbige Papiere werden mit Pigmenten eingefärbt, Melierungen und Einschlüsse im Büttenpapier runden das Angebot der verschiedenen Papiersorten ab. Außerdem werden Papiere für hochwertige Druckgraphiken produziert. In Zusammenarbeit mit verschiedenen Künstlern werden große Bögen mit kunstvoll gestalteten Wasserzeichen von Hand geschöpft.
Handgemachtes Papier im originalen Umfeld einem breiten Publikum näherzubringen, ist ein Ziel, das der Homburger Papiermacher verfolgt. Papier soll als eigenständiges Medium wieder an Bedeutung gewinnen. Die Homburger Papiermachertradition strebt auch im Computerzeitalter an, fortzubestehen und durch handwerkliches Können dem neuen Zeitgeist trotzen.